# مقبرة شياوهي
مقبرة شياوهي (بالصينيَّة: 小河墓地) تترجم حرفيا. "مقبرة النهر الصغير")، والمعروفة أيضًا باسم مقبرة أورديك، هو موقع من العصر البرونزي يقع في غرب بحيرة لوب نور، في شينجيانغ، غرب الصين. تحتوي على حوالي 330 مقبرة، حوالي 160 منها تم نهبها من قبل لصوص القبور قبل أن يتم إجراء الأبحاث الأثرية وتأمينها.
تعتبر مقبرة جوموغو الواقعة إلى الشمال قليلاً أيضًا جزءًا من ثقافة شياوهي. وقد جذبت بقايا شياوهي اهتمامًا كبيرًا لدى عُلماء الآثار، خاصة بسبب مظهرها "القوقازي". كشف تحليل التركيب الجيني لسكان شياوهي أنهم يمثلون عنق الزجاجة الجيني، المستمدة أساسًا من شمال الأوراسيين القدماء.

## علم الآثار

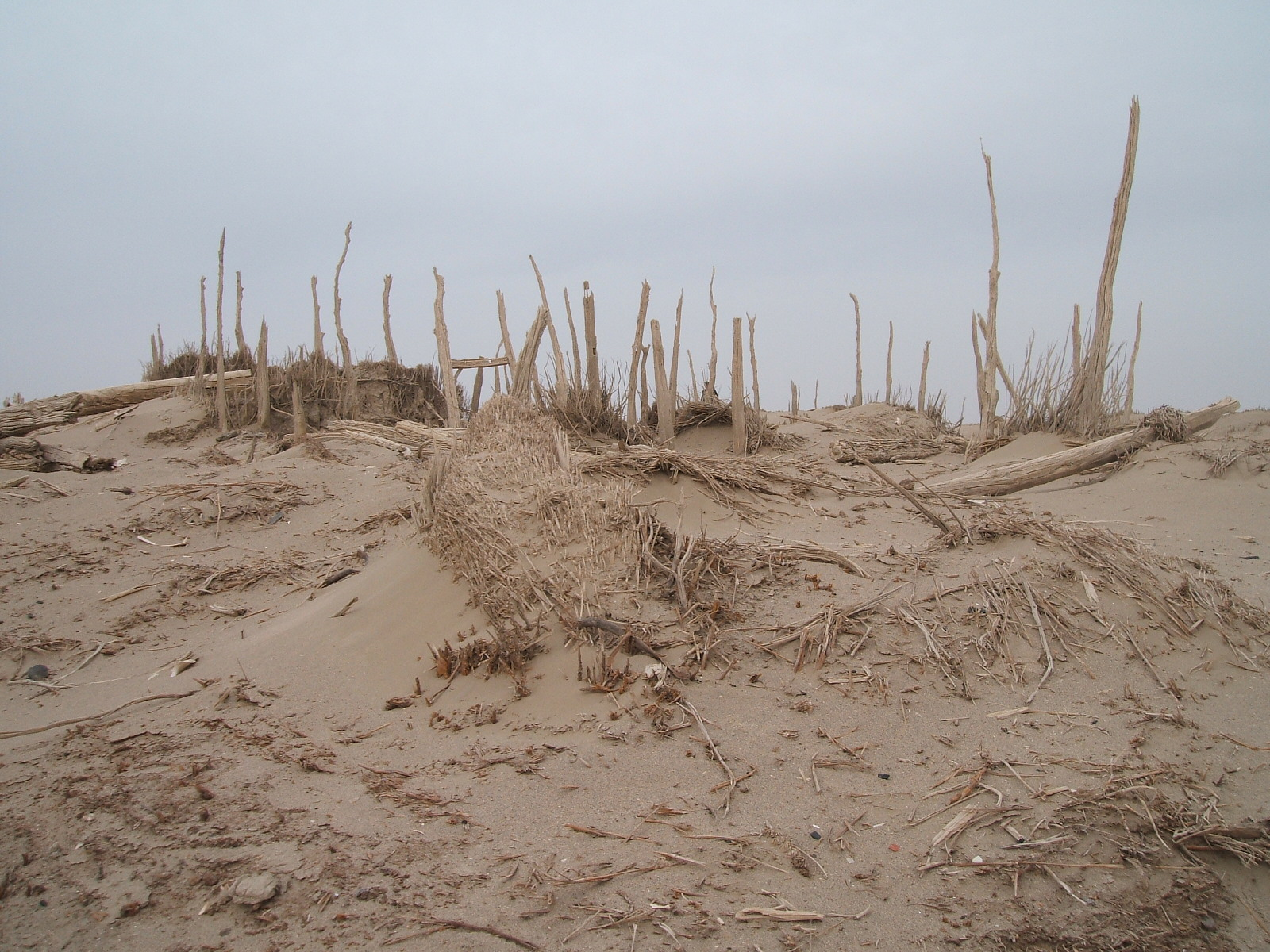
موقع المقبرة؛ تشير المشاركات الرأسية إلى مواقع المقابر

### الاكتشافات والحفريات المبكرة
اكتشف صياد محلي يُدعى أورديك الموقع الأثري حوالي عام 1910. ولاحقًا، في عام 1934، وبمساعدة أورديك، حدد المستكشف وعالم الآثار السويدي فولك بيرغمان الموقع الذي أطلق عليه اسم شياوهي، "النهر الصغير"، على اسم رافد قريب لنهر كايدو. وظهر مجمع المقابر بشكل كتل بيضاوية صغيرة، وكان الجزء العلوي من تل الدفن مغطى بغابة من الأعمدة الخشبية المنتصبة التي تشققت قممها بفعل الرياح القوية. وعثر في الموقع على آثار خشبية على شكل مجذاف وشخصيات بشرية خشبية. وتم تجميع التوابيت فوق الجثث المحنطة. قام بيرجمان بالتنقيب في 12 مدفنًا واستعاد ما يقرب من 200 قطعة أثرية تم نقلها إلى ستوكهولم. وأشار بيرجمان إلى التشابه المفاجئ في الملابس، وخاصة مئزرها المهدب، مع اكتشافات قبور العصر البرونزي في الدنمارك، لكنه نفى أي صلة مباشرة.

### وصف المقابر
يتم تمييز كل قبر بعمود حور عمودي بالقرب من الطرف العلوي من التابوت. يتم تعليق جمجمة أو قرن ثور من العمود. كما يمكن أن تكون نهايات الأعمدة إما على شكل طوربيد أو على شكل مجداف، مما يمثل القضيب والفرج على التوالي. تم تمييز مدافن الذكور بأعمدة على شكل مجذاف، بينما تم تحديد مدافن الإناث بأعمدة قضيبية. تم العثور على أقواس وسهام مع مدافن الذكور. يمكن طلاء الأعمدة والتوابيت باللون الأحمر. يتكون كل تابوت من قطعتين ضخمتين من اللوح الخشبي مجمعتين فوق الجسم، تشبهان قاربًا مقلوبًا، ثم يتم تغطيتهما بجلود البقر. تحتوي بعض المقابر الخاصة التي تحتوي على إناث على تابوت مستطيل إضافي في الأعلى مغطى بطبقات من الطين. قد تصاحب عمليات الدفن أقنعة صغيرة لوجوه بشرية وشخصيات بشرية خشبية. تم وضع أغصان وأغصان الإيفيدرا بجانب الجسد.

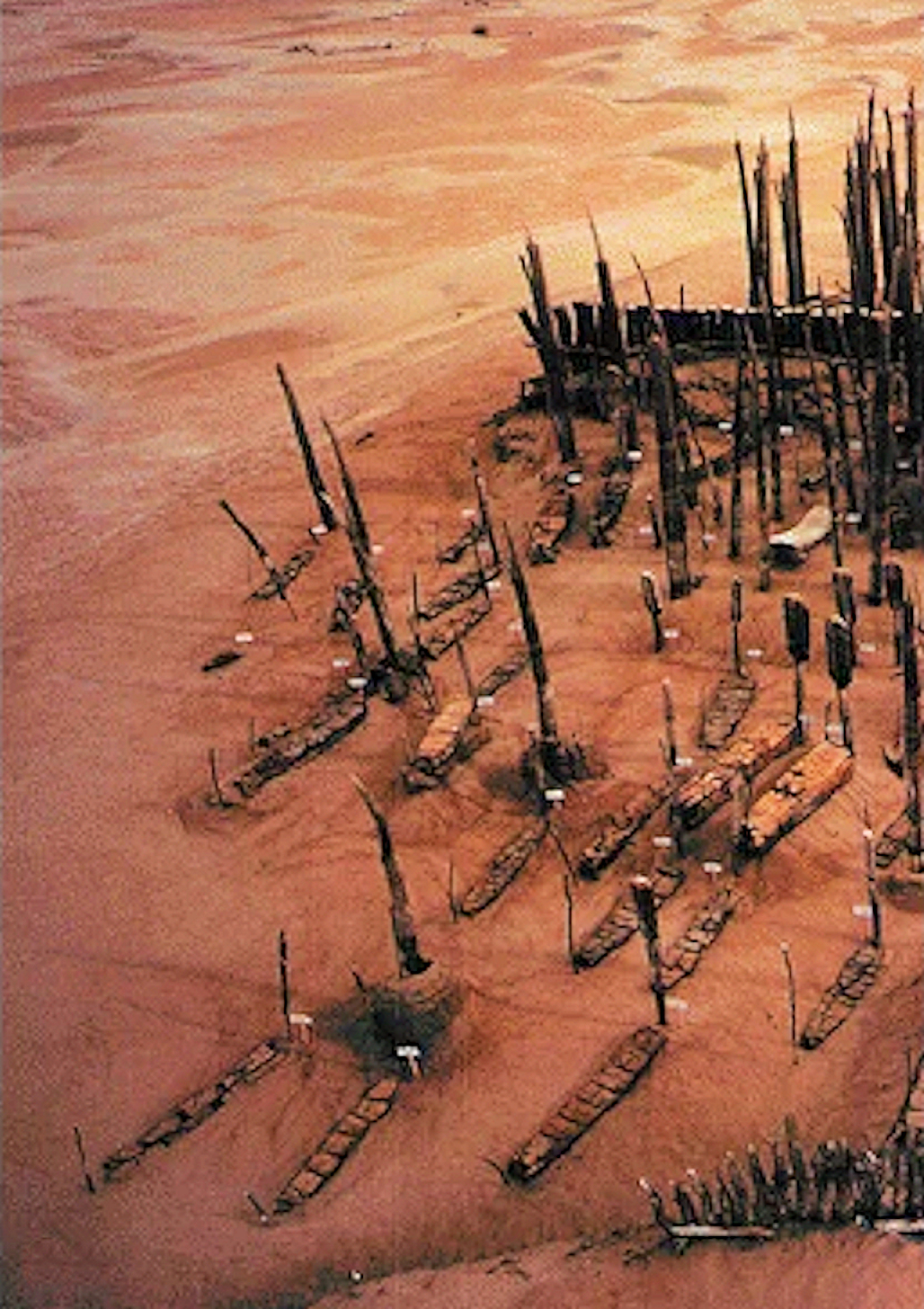
مقبرة شياوهي (الطبقة الرابعة).
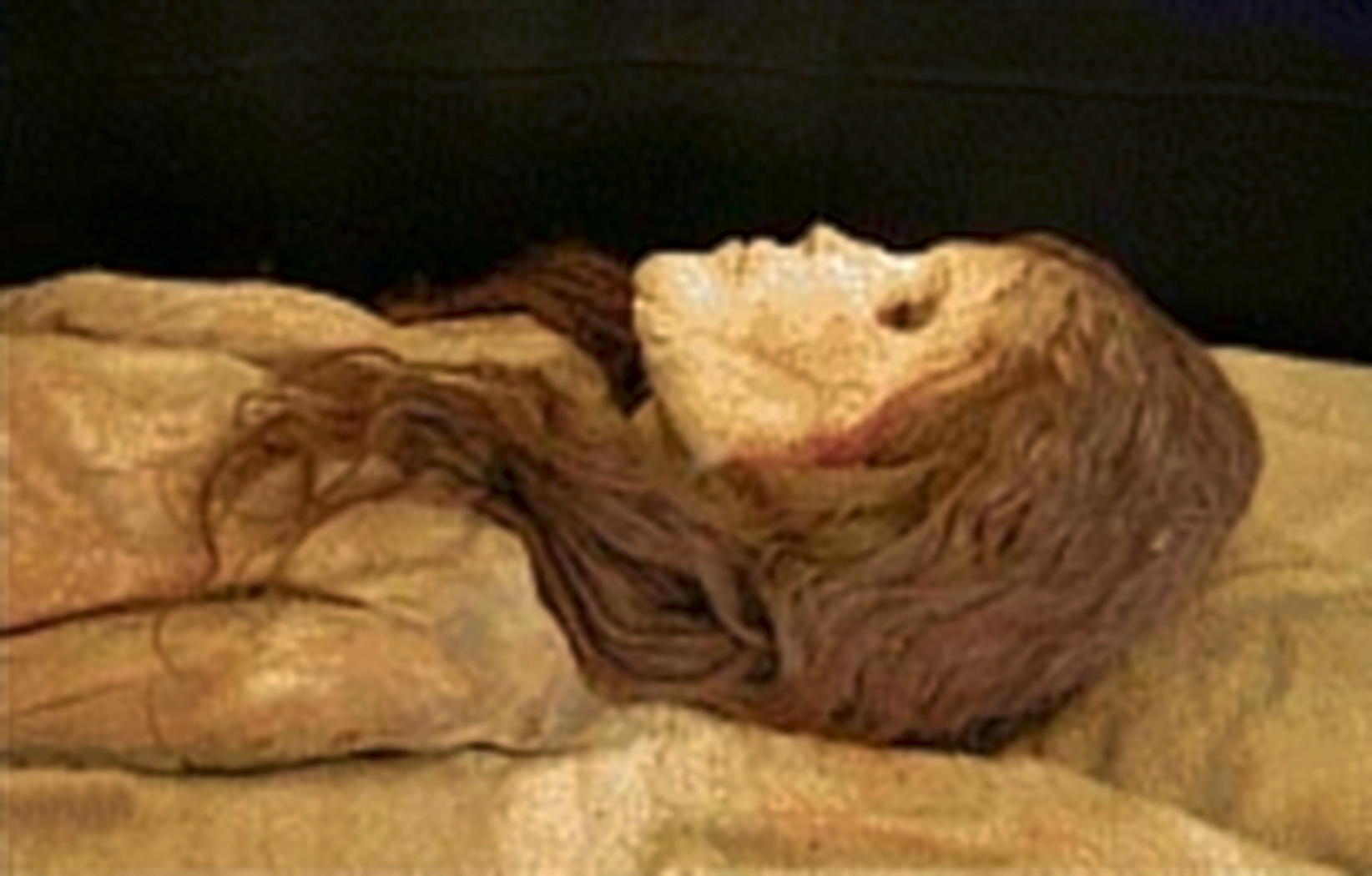
مقبرة شياوهي، أميرة شياوهي (مومياء أنثى بملامح أوروبية).
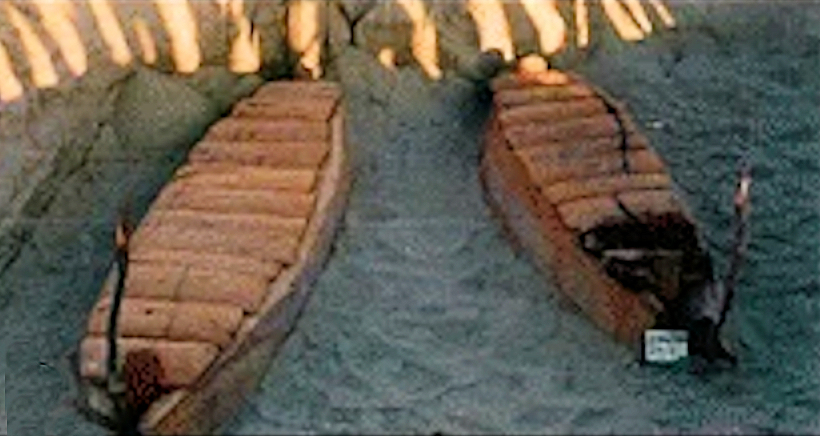
مقبرة شياوهي (تابوت على شكل قارب).
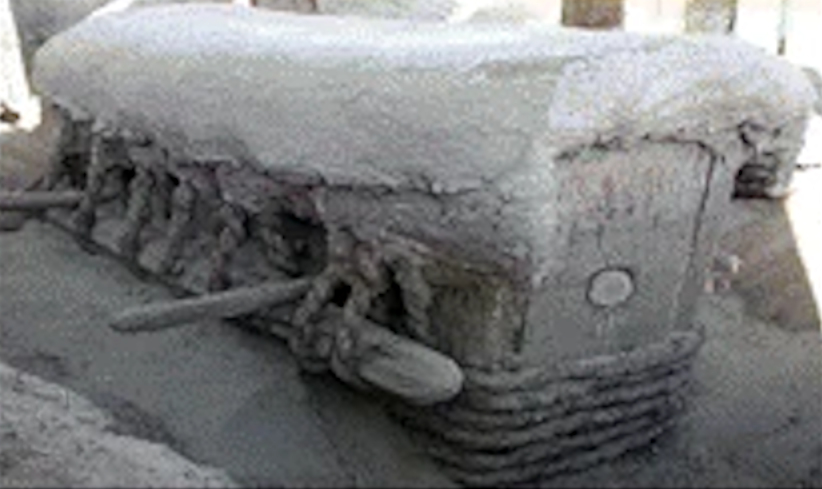
قبر شياوهي (تابوت مزدوج).
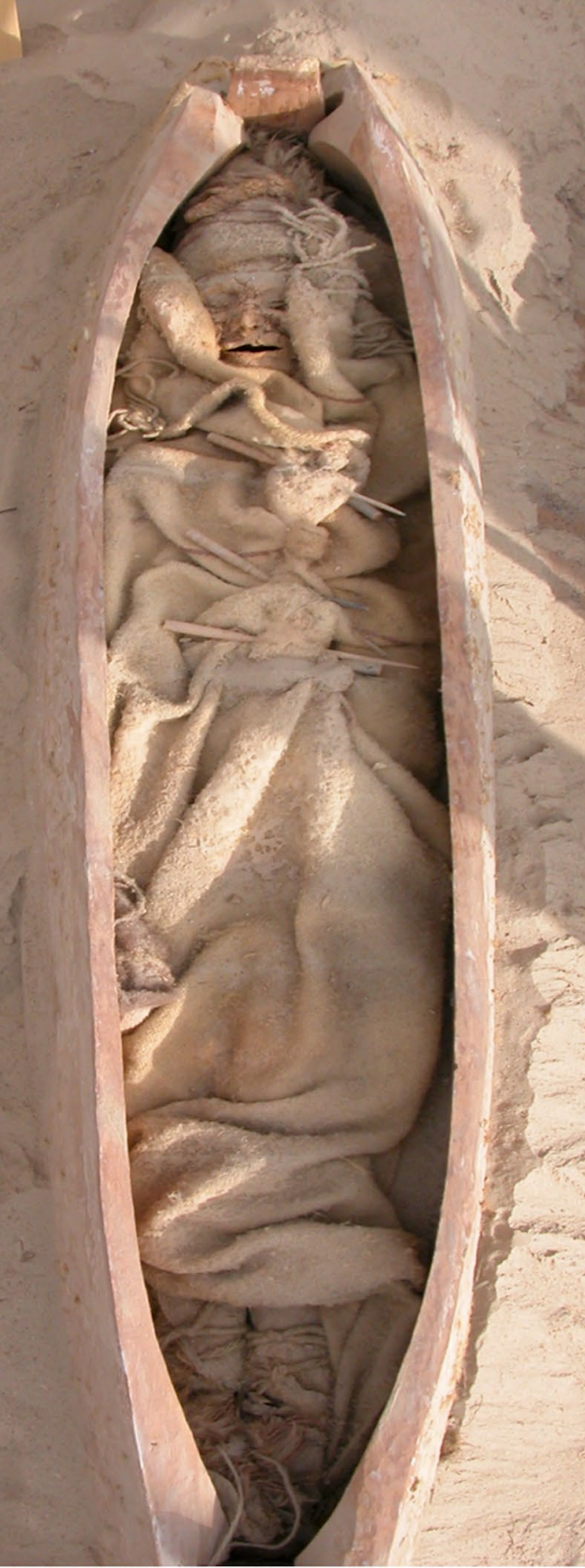
دفن XHM66 من مقبرة شياوهي، مع تابوت على شكل قارب وبقايا محنطة بملابس صوفية.
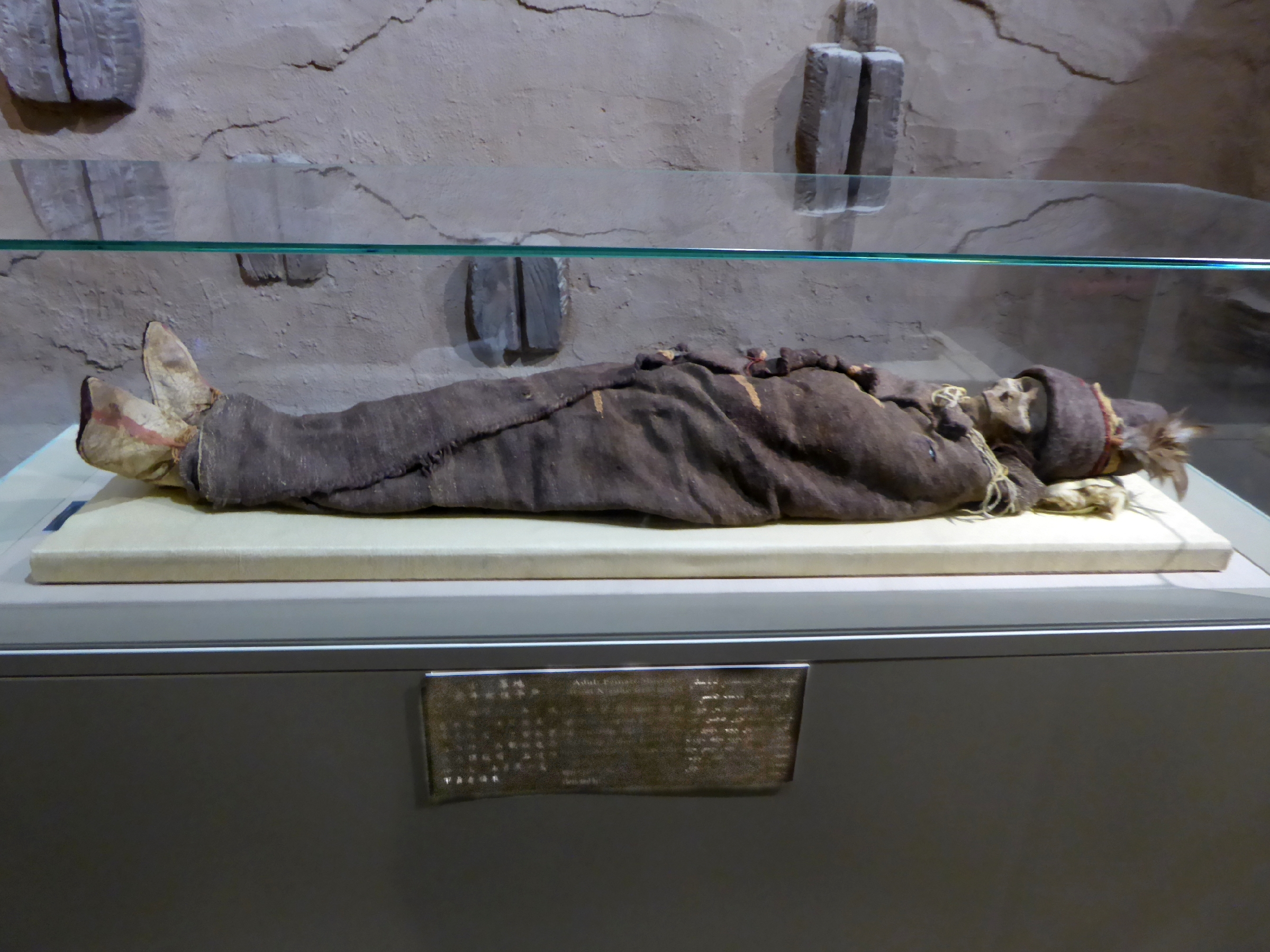
جمال شياوهي، متحف شين بوق
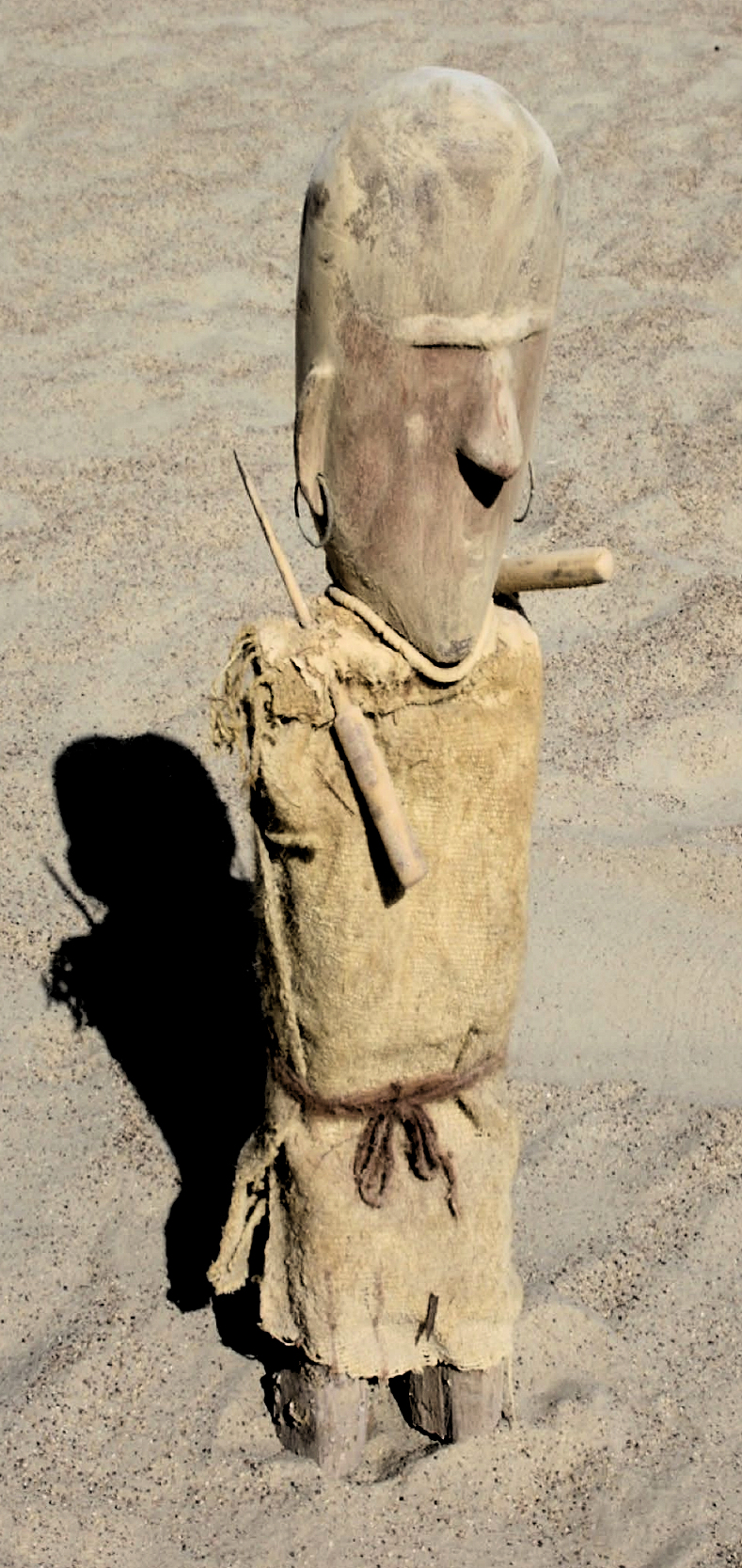
تمثال خشبي من مقبرة شياوهي
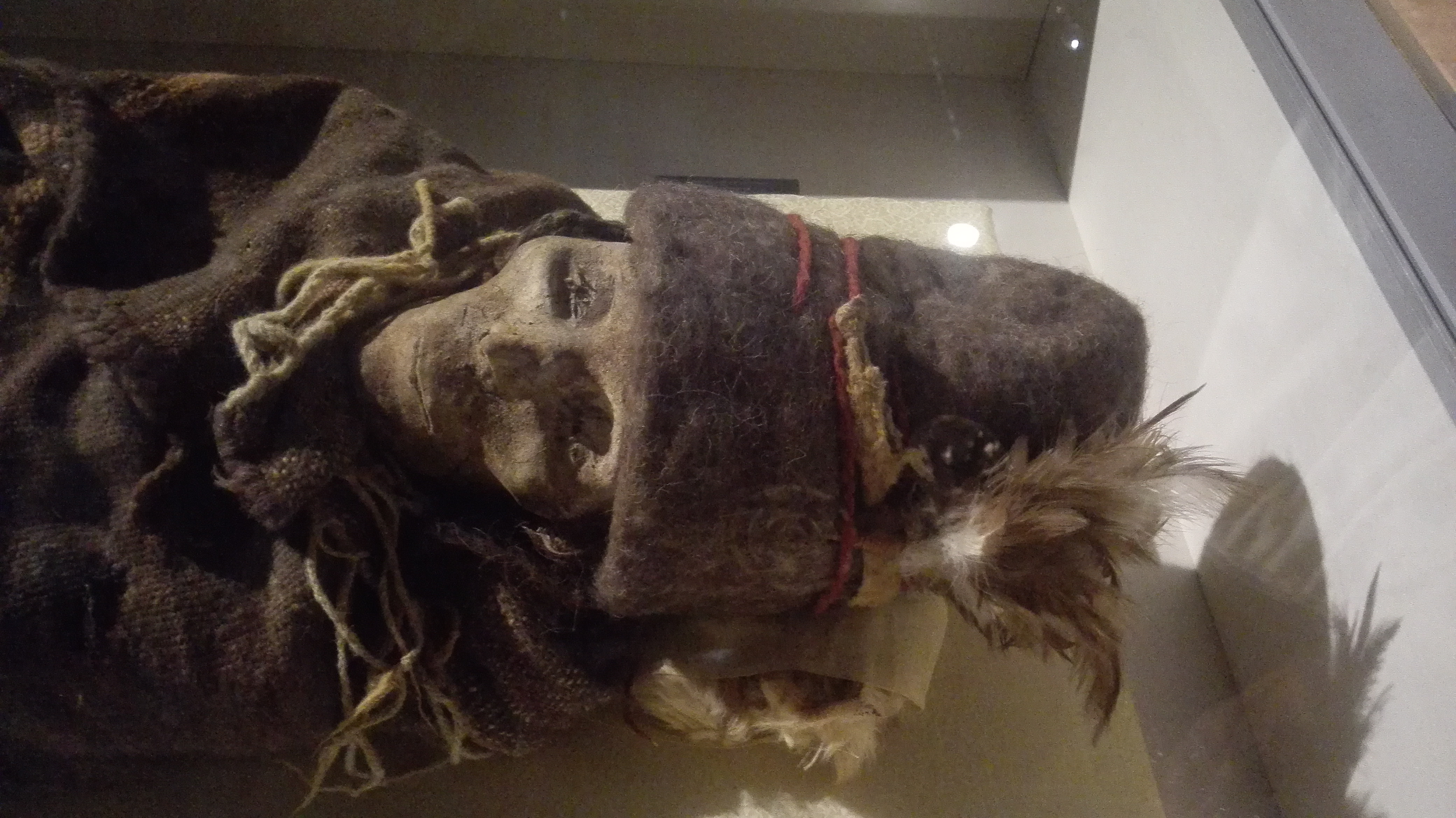
مومياء شياوهي

## الدراسات الوراثية

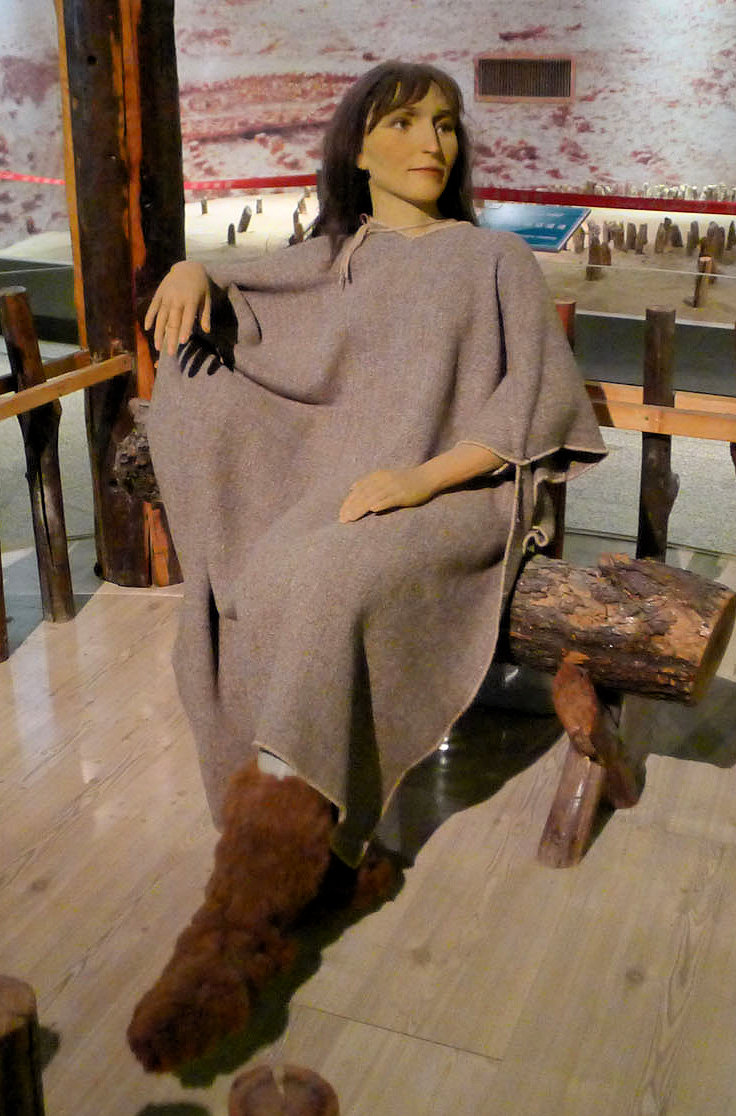
إعادة بناء أنثى من مقبرة شياوهي. متحف شينجيانغ.

بين عامي 2009 و2015، تم تحليل بقايا 92 شخصًا تم العثور عليهم في مجمع مقبرة شياوهي بحثًا عن علامات ذكوريَّة وأنثويَّة. وقد أظهرت التحليلات الجينية للمومياوات أن الأنساب الأموميَّة لشعب شياوهي نشأت من شرق آسيا وغرب أوراسيا، في حين أن جميع الأنساب الأبوية لها روابط بالسكان المعاصرين في غرب أوراسيا.
أظهر تحليل الحمض النووي للميتوكوندريا الأنثويَّة، الذي يكشف عن أصل الأم، أن سلالات الأم التي يحملها شعب شياوهي تشمل المجموعات الفردانية الغربية الأوراسية وهي H وK وU5 وU7 وU2e وT وR، أما المجموعات الفردانية في شرق آسيا B5 وD وG2a، في حين أن المجموعات الفردانية من أصل آسيا الوسطى أو شرق آسيا على الأرجح C4 و C5، بالإضافة إلى المجموعات الفردانية الجنوب آسيوية M5 و M. من ناحية أخرى، فإن جميع السلالات الأبوية الذكوريَّة تقريبًا (11 من أصل 12 - أو حوالي 92%) تنتمي إلى المجموعة الفردانية الغربية الأوراسية R1a1، وواحدة منها تنتمي إلى المجموعة شبه القاعدية النادرة بشكل استثنائي K. إلا أن الموقع الجغرافي لهذا الخلط غير معروف، على الرغم من جنوب سيبيريا هي احتمال.
وفقًا لتعليق نشره هوي تشو، أحد المؤلفين المشاركين في الدراسة، بتاريخ 18 يوليو 2014، تنتمي سلالات R1a1 إلى فرع أوروبي على وجه التحديد بدلاً من سلالات R-Z93 الأكثر شيوعًا في آسيا الوسطى.

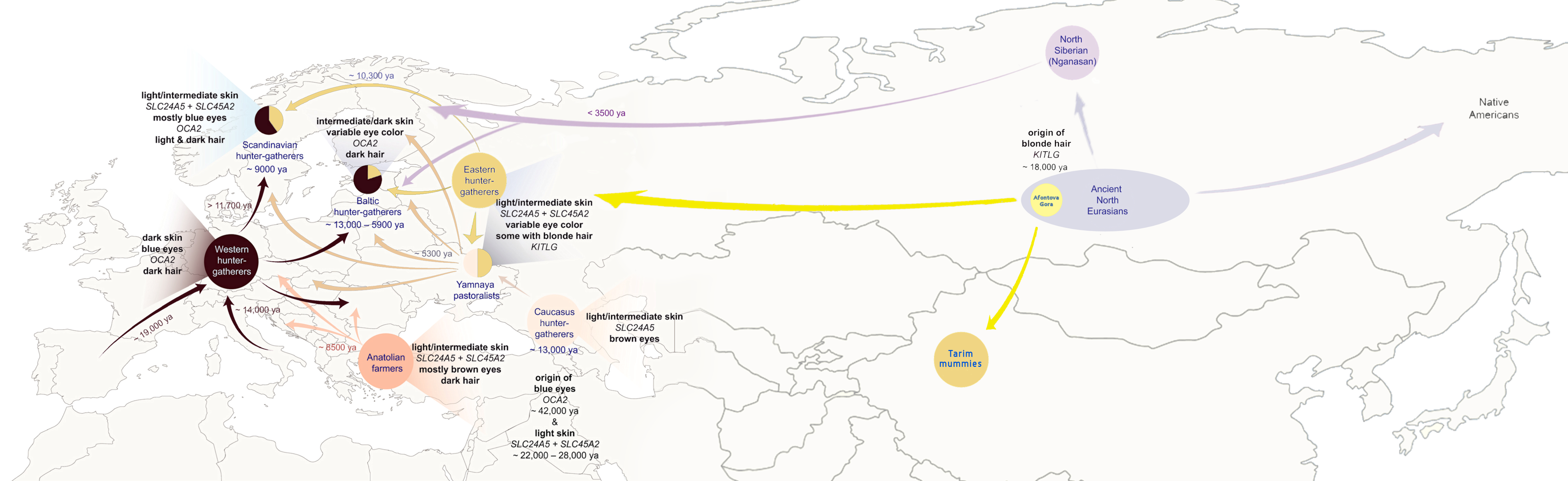
كانت مومياوات مقبرة شياوخه مستمدة أساسًا من سكان شمال أوراسيا القديمة.

## روابط خارجية
- "DNA Reveals These Red-Haired Chinese Mummies Come From Europe And Asia". forbes.com. مؤرشف من الأصل في 2024-01-19. اطلع عليه بتاريخ 2017-09-28.